# Băiuț
Băiuț (Hongaars: Erzsébetbánya = Elisabethmijn) is een Roemeense gemeente in het district Maramureș.
Băiuț telt 2.539 inwoners. In de Hoofdplaats maken de Hongaren met ruim 600 van de 1500 inwoners een groot deel van de bevolking uit.
De gemeente bestaat uit de volgende kernen:
- Baiuț
- Strâmbu-Băiuț (Kohóvölgy)
- Poiana Botizii (Rákosfalva)

In de hoofdplaats zijn er 1 518 inwoners, 604 Hongaren (41,7%), in het dorp Strâmbu-Băiuţ (Kohóvölgy) zijn er 587 inwoners en 181 Hongaren (32,7%).

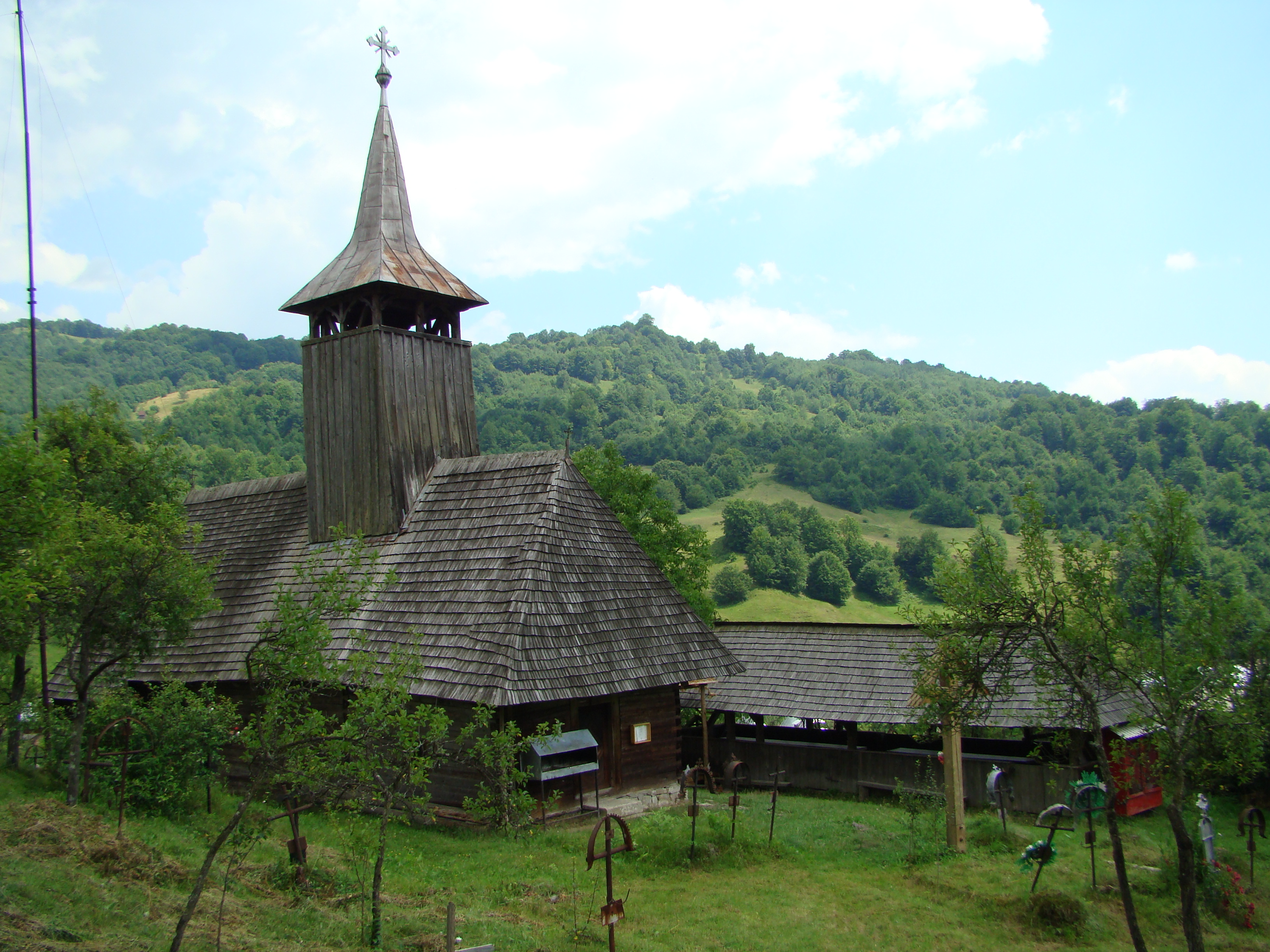
Kerk